# Aorangia mauii
Aorangia mauii là một loài nhện trong họ Amphinectidae. Loài này phân bố ở New Zealand.